# 林樹封
林樹封（1920年代约1924年—？），臺灣登山家，多年來負責臺灣省運動會、臺灣區運動會、全國中等學校運動會、全國大專院校運動會的聖火路線規劃、護送。

## 生平
林樹封是台北市稅捐稽徵處職員，自幼愛好登山，與妻子林陳查某住於臺北市仁愛路。

### 登山
林樹封於1958年臺北市政府登山隊創立之初就加入登山隊。他因爬台灣五岳時認識蔡景璋，加入台灣山岳會、中華山岳協會、百岳俱樂部等，推動台灣登山風氣。
1963年2月2日，登大霸尖山的林樹封因胃穿孔導致的腹膜炎，與被大石砸傷的日籍登山員佐野敏郎一同在4日由空軍總司令部派直升機送往空軍總醫院急救。依院長劉國祥判斷，若林樹封未即時以直升機救援，會有生命危險。
1975年9月9日體育節，林樹封因推展體育有功而受表揚。多年來他協助政府廣設登山路標及告示牌，因此獲中華民國教育部頒獎。1984年體育節，他得教育部銀質行健體育獎章。

### 聖火
林樹封自1946年第一屆台灣省運動會即負責聖火傳遞，在台灣體育界有「聖火守護神」之稱。1954年第八屆省運會，台灣省體育會山岳協會參與聖火傳遞工作後，在該會擔任幹部的林樹封和六名同仁組成聖火傳遞組，負責保護母火、換火的任務。除林樹封為組長，工作人員也是台北市山岳委員。
由於台灣區運會聖火需於十六日內以不熄火狀態傳遞臺灣各縣市，早期以長香保存母火不易呵護，林樹封便去骨董店買漁船上防風的煤油燈。1954年前始，他便用這盞燈參加省運、區運、中學運動會和大專院校運動會。起初，他自認這任務似乎難登大雅之堂，但多年才發現自己的工作是為運動紮根，表現並不輸於一般的運動員，而且山陬海澨都是自己的舞台。
作此任務，需備一車、七人為一組，並備二十一支火炬。傳遞運動員以一支作為主火，六支作副火。在車上的人為聖火隊員不停為熄掉的火炬裝草紙、加煤油。工作於清晨開始，到黃昏結束。
1986年4月22日，林樹封擔任台灣區中等學校運動大會聖火傳遞時，下午2點時40分車隊經斗六市石榴班橋北端，因他長途駕車疲勞，拿取座椅下椅墊時，方向盤未抓穩，翻落稻田。一千六百西西的汽車起火燃燒，六人受傷、組員張仲顯被壓在車底身亡。
早年區運會聖火，在外島方面只傳到臺灣離島澎湖。1990年10月15日，已護送聖火達四十四年的林樹封首次將聖火傳遞至東沙島。同月20日，台灣區運動會籌備主任黃孝楞受高雄市市長吳敦義指示，令聖火組長林樹封、副組長何啟照及選手李開志、李營生、許峰銘將聖火傳遞至釣魚臺。但21日他們出航時，遭日本自衛隊軍艦飛機阻攔，而返回。由於聖火所走路線細節都皆是由林樹封設計的，該年，林樹封提議聖火帶到金馬地區，此後比照辦理。
1992年，台中市主辦區運會時，林樹封提議將聖火帶至玉山。他們先搭車到塔塔加鞍部，與玉山國家公園巡山員組成的聖火隊一起出至排雲山莊過夜後再攻頂。此次運動會創舉，也是林樹封第十八次登玉山。
在護送聖火多年的生涯中，林樹封與組員林南圃目睹了臺灣各縣市的景觀變化。他們回憶，早年傳遞時，雖建設與交通落後，但地方民眾會扶老攜幼出門觀看、加油；今景物是高樓大廈、馬路寬大，當時人情味情景已難得一見。
1994年，已七十歲的林樹封，依然常不時把陪伴多年的聖火燈拿出擦拭。